# Канделаки, Гури Давидович
Гури Давидович Канделаки (1895—1976) — грузинский советский винодел, партийный деятель, Заслуженный винодел Грузии.

## Биография
Гури Канделаки родился в 1895 году в Кутаиси. Окончил приходскую школу, затем — Кутаисское реальное училище, а в 1924 году — факультет естествознания Тбилисского государственного университета.
В разные периоды своей жизни Канделаки работал на испытательной станции виноградарства и виноделия (Сакара), на Тбилисском винном заводе бывшего удельного ведомства (в период учёбы в университете), заместителем главного винодела Цинандальского винного завода (1924—1926); с 1926 года работал главным виноделом Харьковского винного завода, главным виноделом и техническим директором Варцихского и № 2 Тбилисского винных заводов; с 1937 года был главным виноделом Цинандальского винного завода; главным виноделом Тбилисского винного завода № 1 (1949—1968).
В 1947 году был избран депутатом Верховного совета Грузинской ССР II созыва от Телавского района.
Канделаки был воспитателем молодых кадров, готовил их к будущей профессиональной деятельности. Неоднократно избирался членом Центральной дегустационной комиссии Министерства пищевой промышленности Грузинской ССР.
Приготовленные под руководством Канделаки вина на международных конкурсах удостаивались золотых, серебряных и бронзовых медалей и почётных дипломов. Он был награждён медалями и почётными дипломами Выставки достижений сельского хозяйства.
За высокий профессионализм и заслуги перед родиной Канделаки был удостоен звания «Заслуженный винодел Грузии». Имел правительственные награды.
Сын Гури Канделаки, Тамаз, также стал виноделом.
Гури Канделаки умер в 1976 году.